# Rajnska republika
Rajnska republika nepriznata je državica koja je formalno postojala 13 mjeseci, od listopada 1923. do studenoga 1924. godine. Rajnski separatistički pokret pojava je karateristična za dvadesete godine dvadesetog stoljeća. Iako je taj pokret imao određenih tradicija i unutar njemačkih snaga koje su i bile njegov nositelj, on je bio suviše slab da bi nastupao samostalno, bez poticanja i pomoći francusko-belgijskih okupacijskih vlasti.

## Uzroci
Naime, 1922. Reparacijska komisija je ustanovila da Njemačka kasni u isporuci ugljena i telegrafskih stupova koje je slala u Francusku i Belgiju na ime reparacija. Zbog toga je 2. siječnja 1923. održana međunarodna konferencija u Parizu, poslije koje su francuska i belgijska vlada odlučile poslati svoju vojsku u Ruhrsku oblast. 11. siječnja 1923. pet francuskih i dvije belgijske divizije umarširale su u Rhursku oblast i okupirale Essen, Bochum, Dortmund i druge rudarsko - industrijske centre, kako bi se osigurala isplata reparacija. 
Ideja stvaranja Rajnske republike nailazila je na simpatije i industrijalaca rajnsko-westfalskog područja. Mnoge su rajnske i westfalske tvrtke i prije bile čvršće povezane s Francuskom nego s Njemačkom. Nakon okupacije Ruhra one su se našle posve odsječene od njemačkog tržišta i nastojale su se prilagoditi novim prilikama. Na zbliženje s Poincareovom Francuskom rajnske je industrijalce gonio strah pred revolucionarnim pokretom u Njemačkoj.
Pokret je započet u belgijskoj okupacijskoj zoni, gdje je industrijalac Leo Deckers u Achenu proglasio tzv. Nezavisnu Rajnsku Republiku. Zatim je u sjevernom dijelu francuske okupacijske zone, u Koblenzu, avanturist i novinar Josef Friedrich Matthes proglasio "Slobodnu Rajnu", a isto je učinio u južnom dijelu ove zone dr. Hans Adam Dorten u Wiesbadenu. Dva pokreta u francuskoj okupacijskoj zoni kasnije će se ujediniti i dr. Dorten će se 1. 12. 1923. u Bad Emsu proglasiti "šefom privremene vlade Rajnske Republike".
Francuska i belgijska podrška separatističkim pokretima naišla je, međutim, na jak otpor Velike Britanije koja je odbijala bilo kakvu mogućnost priznanja navedenih republika. To je kasnije dovelo i do prestanka takve podrške, pa je separatistički pokret ubrzo uspješno suzbijen, a 1924. njemački nacionalisti izvršili su pokolj petnaestak separatista, kojima je uskraćena bilo kakva francuska pomoć. Progoni separatista nastavit će se nakon dolaska nacista na vlast.
Danas separatistički pokret ne uživa nikakvu značajniju podršku u Rajnskoj oblasti.